# Aschaffenburg

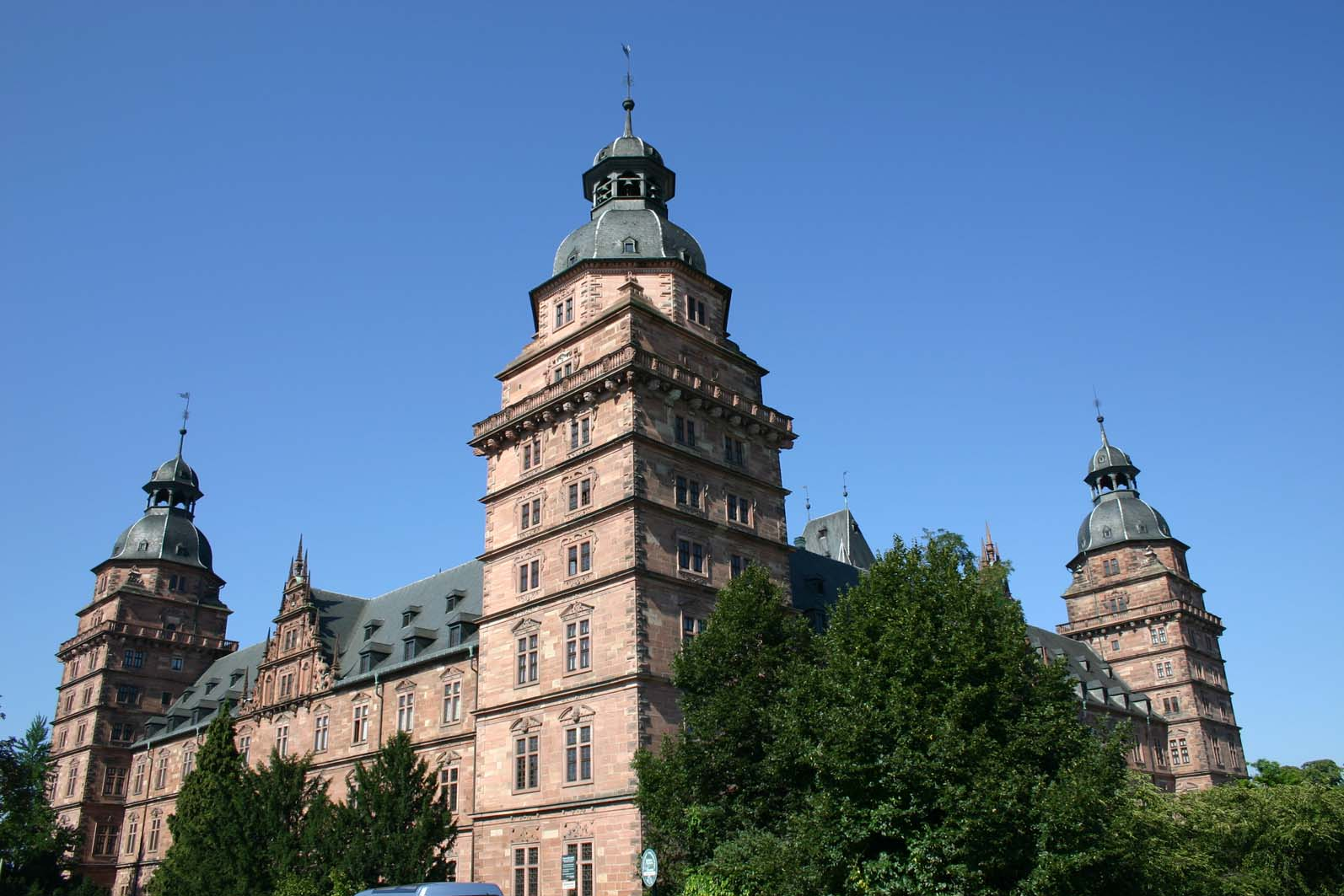
Aschaffenburg

Aschaffenburg és una ciutat de Baviera, Alemanya que serveix de port sobre el riu Main i forma l'extrem nord-oest del Canal Rin-Main-Danubi. Lluís I de Baviera la va denominar la "Niça bavaresa". Té 68.000 habitants aproximadament.